# Pelosina
Pelosina, en ocasiones erróneamente denominado Arpelosum, es un género de foraminífero bentónico de la familia Pelosinidae, de la superfamilia Saccamminoidea, del suborden Saccamminina y del orden Astrorhizida. Su especie tipo es Pelosina variabilis. Su rango cronoestratigráfico abarca el Holoceno.

## Discusión
Clasificaciones previas incluían Pelosina en la subfamilia Astrorhizinae, de la familia Astrorhizidae, de la superfamilia Astrorhizoidea, del suborden Textulariina y del orden Textulariida. También fue incluido en el orden Stannomida de la clase Xenophyophoria.

## Clasificación
Pelosina incluye a las siguientes especies:
- Pelosina ampulla
- Pelosina apiculata
- Pelosina arborescens
- Pelosina arctica
- Pelosina caudata
- Pelosina constricta
- Pelosina cylindrica
- Pelosina didera
- Pelosina distoma
- Pelosina dubia
- Pelosina elongata
- Pelosina fusiformis
- Pelosina globigerinifera
- Pelosina hemisphoerica
- Pelosina hoeglundi
- Pelosina lagenoides
- Pelosina longicaudata
- Pelosina parva
- Pelosina plana
- Pelosina praecaudata
- Pelosina recta
- Pelosina rotundata
- Pelosina sphaerlloculum
- Pelosina spiculotesta
- Pelosina variabilis
  - Pelosina variabilis var. sphaeriloculum
- Pelosina zoetgeneugdensis

Otra especie considerada en Pelosina es:
- Pelosina brevis †, de posición genérica incierta